# Eclipse (софтуер)
Вижте пояснителната страница за други значения на Eclipse.
Eclipse е многоезична среда за разработване на софтуер, която включва интегрирана среда за разработка (IDE) и плъгин система. Написана е главно на Java и може да бъде използвана за разработване на приложения на Java, а с помощта на различни плъгини, и на различни други езици за програмиране, включително Ада, ABAP, C, C++, COBOL, Fortran, Perl, JavaScript, Haskell, PHP, Lasso, Lua, Natural, Python, Ruby, (включително Ruby on Rails framework), Prolog, Clojure, Groovy, Scala, Erlang и Scheme. Също така може да бъде използван за създаването на пакети за софтуера Mathematica. Средите за разработка включват Eclipse Java Development Tools (JDT) за Java и Scala, Eclipse CDT за C/C++ и Eclipse PDT за PHP, наред с други.
Eclipse software development kit (SDK), включва инструментите за разработка на Java, необходими на Java разработчиците. Потребителите могат да разширят възможностите си като инсталират плъгини, написани за платформата на Eclipse, като инструменти за разработка на други програмни езици също така могат да напишат свой плъгин модули.
Разпространяващ се под условията на Eclipse Public License, Eclipse SDK е свободен софтуер с отворен код. Един от първите IDEs работещи под
GNU Classpath и също така работи без проблем под IcedTea.

## История
Eclipse започва като проект Smart Canada. Object Technology International (OTI), които преди това били пуснали в продажба Smalltalk, изцяло базиран на семейството VisualAge интегрални среди за разработка (IDE), разработили новия продукт като базиран на Java заместител. През ноември 2001 е сформиран консорциум с борд на директорите за по-нататъшното развитие на Eclipse като софтуер с отворен код. Смята се, че IBM вече е бил инвестирал близо 40$ милиона долара по това време. Първите членове са Borland, IBM, Merant, QNX Software Systems, Rational Software, Red Hat, SuSE, TogetherSoft и WebGain. Броят на управителите се увеличава над 80 до края на 2003. Пред януари 2004 е създадена фондацията Eclipse.

### Лиценз
The Eclipse Public License (EPL) е фундаментален лиценз, под които се пускат Eclipse проекти. Някои проекти изискват двойно лицензиране, за тях е налична Eclipse Distribution License (EDL), въпреки че за употребата на този лиценз трябва да се кандидатства.
Първоначално Eclipse е пуснат под лиценза на Common Public License, но по-късно е прелицензиран под Eclipse Public License. Фондацията за свободен софтуер е заявила че и двата лиценза за лицензи за свободен софтуер, но не са съвместими с GNU General Public License (GPL). Mike Milinkovich от фондацията на Eclipse коментира, че преминаването към GPL ще бъде обмислено едва когато версия 3 на GPL бъде пусната на пазара.

### Име
Според Лий Накман, главен технологичен директор на подразделението на IBM „Rational division“ (създадено през 2003 г.) по това време името „Eclipse“ (дадено на този софтуер поне от 2001 г.) не е игра на думи на Sun Microsystems. Основният конкурент на този софтуерен продукт по времето, когато му е дадено това име е Microsoft Visual Studio, който „Еклипс“ е трябвало да „затъмни“. Различни версии на Еклипс са били именувани на различни небесни тела, по-точно на различни планети или на техните спътници. Като примери за това са Европа, Ганимед, Калисто, Галилео и Луна. Версията от 2015 г. е кръстена с името Марс.

### Издания (Версии)
От 2006 година Фондация Еклипс координира годишни едновременни издания. Всяко издание съдържа платформата Еклипс, както и редица други проекти Еклипс. От 2014 година всяко ново издание на Еклипс излиза в четвъртата сряда на месец юни.
| Име на версията | Дата                    | Версия на платформата | Проекти           | Основни промени                                                                                                 |
| --------------- | ----------------------- | --------------------- | ----------------- | --- |
| Austin          | 21 юни 2004             | 3.0                   |                   | |
| Bravo           | 28 юни 2005             | 3.1                   |                   | |
| Callisto        | 30 юни 2006             | 3.2                   | Callisto projects | |
| Europa          | 29 юни 2007             | 3.3                   |                   | |
| Ganymede        | 25 юни 2008             | 3.4                   |                   | |
| Galileo         | 24 юни 2009             | 3.5                   |                   | |
| Helios          | 23 юни 2010             | 3.6                   |                   | |
| Indigo          | 22 юни 2011             | 3.7                   |                   | |
| Juno            | 27 юни 2012             | 3.8 и 4.2             |                   | |
| Kepler          | 26 юни 2013             | 4.3                   |                   | |
| Luna            | 25 юни 2014             | 4.4                   |                   | Интегрирана поддръжка на Java 8 (в предишните версии това беше възможно с добавянето на плъгина „Java 8 patch“) |
| Mars            | 24 юни 2015 (планирана) | 4.5                   |                   | |

Най-новата версия е Luna 4.4, все още се поддържат версиите от 3.8 до 4.3. Версия 4.5 е предвидена за бъдещо издание.
Забележка 1:
Има версия 3.8 на Eclipse Juno; тя не се рекламира на главната страница за сваляне, но е достъпна за сваляне от архивите на версиите. В Eclipse 3.8 са поправени бъговете за Indigo и е добавена поддръжка за Java 7, поддръжката е обединена с версия 4.2. Добавки и еквивалента на плъгини към тази дистрибуция могат да се добавят от вътрешността на IDE.

## Архитектура
Еклипс използва плъгини за да предостави функционалности от виртуалната машина. Виртуалната машина е базирана на Equinox, имплементация на OSGi core framework specification. Освен че позволява на Еклипс да се развива с помощта на други програмни езици, като C и Python, plug-in framework позволява на платформата Еклипс да работи с typesetting езици като LaTeX и също така мрежови приложения като telnet и системи за управление на бази данни. Архитектурата на плъгините поддържа писането на каквото и да е разширение към средата, като за управление на конфигурацията. Еклипс SDK предлага поддръжка за Java и CVS, а поддръжката на други сорс конторл системи се предоставя от трети страни.
С изключение на малък run-time kernel, всичко в Еклипс е плъгин. Това означава че всеки разработен плъгин се интегрира с Еклипс по абсолютно същия начин като останалите плъгини. В Еклипс има голям набор от плъгини, някои от тях са предоставени от трети страни използвайки както безплатни така и комерсиални модели. Примерни плъгини са UML, Sequence и други UML диаграми, плъгин за DB explorer и много други.

## Разширения
Eclipse поддържа богат набор от разширения като pydev за Python, развитие на Android чрез Google's ADT, JavaFX поддръжка чрез e(fx)clipse и много други в Eclipse Marketplace, както JavaScript и jQuery. Valable е Vala плъгин за Eclipse.

## Алтернативни Дистрибуции
В Eclipse същестуват най-различни алтернативни дистрибуции.

### Eclipse PDT (PHP Development Tools)
PHP (PHP hypertext Preprocessor) Development Tools осигурява PHP Development Tools фреймуърк за Eclipse платформата. Той обхваща всички компоненти на разработка, включително дописване на код, усъвършенства PHP и увеличава неговия спектър действие. Също така подобрява същестуващите Eclipse Web Tools Platform (WTP) и Dynamic Languages Toolkit (DLTK).

### Eclipse ADT (Android Development Tools)
Android Development Tools (ADT) е плъгин на Eclipse, който осигурява интегрирана среда за разработка на Android апликации. ADT разширява възможностите на Eclipse като позволява на разработчиците да създават нови Android проекти и апликации, да добавят нови пакети въз основа на Android Framework API, да дебъгват своите апликации чрез Android SDK tools и да експортват .apk файлове, за да разпространяват своите продукти. Този плъгин е безплатен за ползване и е официалната интегрирана среда за разработка на Android докато не е заменен с Android Studio.